# The 5.6.7.8's Can't Help It!
The 5.6.7.8's - Can't Help It! è il primo album del gruppo rock giapponese The 5.6.7.8's, pubblicato il 26 marzo 1993.

## Tracce
1. Ah-So
2. Let's Have A Party
3. Pinball Party
4. Jet Coaster
5. Wooly Bully
6. Wild Thing
7. Bond Girl
8. Motor Cycle Go-Go!
9. Fruit Bubble Love
10. The 5.6.7.8's
11. Woo Eee
12. Edie Is A Sweet Candy
13. I Was A Teenage Cave Woman
14. Blue Radio